# Aponogeton masoalaensis
Aponogeton masoalaensis är en enhjärtbladig växtart som beskrevs av Josef Bogner. Aponogeton masoalaensis ingår i släktet Aponogeton och familjen Aponogetonaceae.
Artens utbredningsområde är Madagaskar. Inga underarter finns listade.